# Vaterländischer Künstlerverein

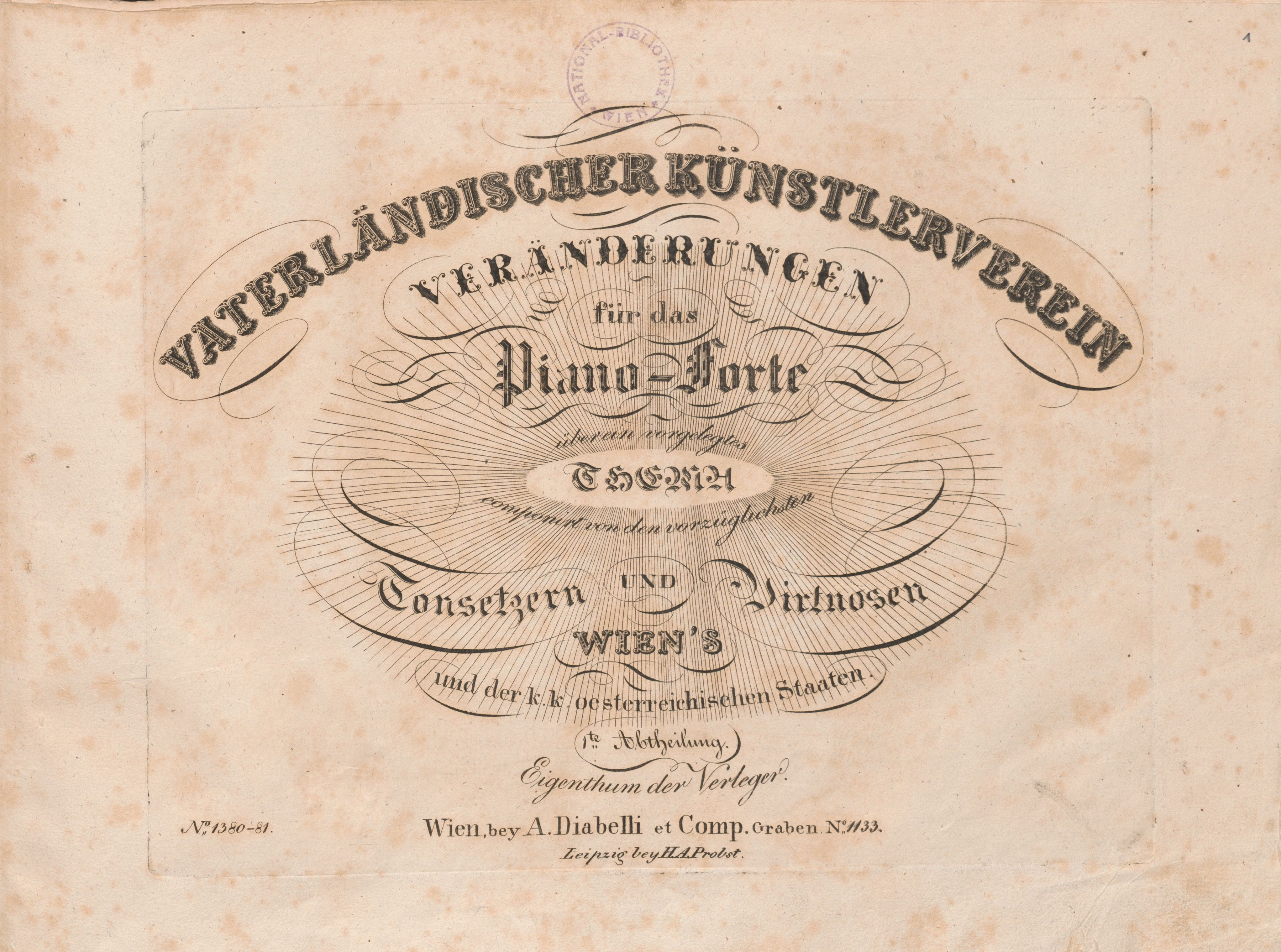
Vaterländischer Künstlerverein, 1824

Unter dem Titel Vaterländischer Künstlerverein erschien 1823 und 1824 in Wien eine zweibändige Sammlung von Variationen über einen Walzer von Anton Diabelli. Band 1 umfasste die 33 von Ludwig van Beethoven eingereichten Diabelli-Variationen op. 120; Band 2 enthielt die Variationen von 50 weiteren Komponisten, die aus Österreich stammten oder dort wirkten, und eine Coda von Carl Czerny. 1819 hatte Diabelli Einladungsschreiben an zahlreiche „vaterländische“ Tonkünstler verschickt; verlegt wurden die beiden Bände schließlich in seinem Musikverlag Cappi & Diabelli.
Komponisten, die eine oder mehrere Variationen beisteuerten:
- Ignaz Aßmayer
- Ludwig van Beethoven (33)
- Carl Maria von Bocklet
- Leopold Eustache Czapek
- Carl Czerny (inkl. einer Coda)
- Joseph Czerny
- Moritz Graf von Dietrichstein
- Joseph Drechsler
- Emanuel Aloys Förster
- Franz Jakob Freystädtler
- Johann Baptist Gänsbacher
- Joseph Gelinek
- Anton Halm
- Joachim Hoffmann
- Johann Horzalka
- Joseph Huglmann
- Johann Nepomuk Hummel
- Anselm Hüttenbrenner
- Frédéric Kalkbrenner
- Friedrich August Kanne
- Joseph Kerzkowsky
- Conradin Kreutzer
- Heinrich Eduard Josef von Lannoy
- Maximilian Joseph Leidesdorf
- Franz Liszt
- Joseph Mayseder
- Ignaz Moscheles
- Ignaz Franz von Mosel
- Franz Xaver Wolfgang Mozart (2)
- Joseph Panny
- Hieronymus Payer
- Johann Peter Pixis
- Václav Plachý
- Gottfried Rieger (2)
- Philipp Jakob Riotte
- Franz de Paula Roser
- Johann Baptist Schenk
- Franz Schoberlechner
- Franz Schubert
- Simon Sechter
- Erzherzog Rudolf von Österreich
- Maximilian Stadler
- Joseph de Szalay
- Václav Jan Křtitel Tomášek
- Michael Umlauf
- Jan August Vitásek
- Jan Václav Voříšek
- Friedrich Dionys Weber
- Franz Weber
- Franz Weiss
- Charles Angelus de Winkhler

## Quelle
CD Teldec 0630-17388-2: Diabelli's Waltz – The Complete Variations